# 도쿄 구울
《도쿄 구울》(일본어: 東京喰種 도쿄구루[*])은 이시다 스이에 의해 만들어진  일본의 만화 작품이다. 《주간 영 점프》(슈에이샤)에서 2011년 41호부터 2014년 42호까지 연재된 후, 《도쿄 구울:re》가 2014년 46호부터 2018년 31호까지 연재되었다. 2021년 1월 시점에서 전 세계 시리즈 누적 발행 부수가 4700만부를 돌파했다.

## 개요
만화가 이시다 스이의 데뷔작으로써, 슈에이샤의 《주간 영 점프》에서 2011년 41호부터 연재하기 시작했다. 같은 해, 49호에서 일시 휴재가 있었으나, 2012년에 재개되었으며, 2014년 49호까지 연재되었다. 2011년 41호부터 49호까지를 수록한 단행본 제1권이 2012년 2월 22일에 발행된 2014년 8월 20일 현재 13권까지 발매되고 있다.
인육을 주식으로 하는 구울이 존재한다는 세계관을 가지며, 각 에피소드의 제목은 두 자로 된 한자로 통일되어 있다.
2013년 8월부터 9월까지 점프 LIVE에서 번외편 《도쿄 구울 [JACK]》이 연재되었다.
2014년 9월 18일 도쿄구울 만화책이 완결이 나나 싶었는데, 후에 만화책으로 '도쿄구울'이라는 타이틀은 버리고 이야기가 어느 정도 이어져 있으면서
새로운 시리즈를 연재 할 것 이라고 한다. 어떻게 해서 원작 1부인 '도쿄구울'의 이야기를 새롭게 전개해 나갈지 주목된다.
2014년 3월 20일에 마베라스 AQL의 공식 사이트에서 TV 애니메이션의 티저 사이트가 공개되었으며, 같은 해 6월부터 방영을 시작한 애니메이션 《도쿄 구울》은 《아흔아홉》으로 2014년 아카데미 단편 애니메이션상을 수상한 모리타 슈헤이 감독이 지휘를 맡았다.

## 줄거리
도쿄에는 "구울"이라는 오직 인육을 먹어야만 살 수 있는 생명체들이 존재한다. 그들은 인간과 똑같은 모습을 하고 있으며, 인간을 먹을 때나 자신들의 무기인 카구네를 꺼낼 때 두 눈이 척안으로 변하는 존재들이다. 어느 날, 독서를 좋아하는 평범한 대학생 카네키 켄은 안테이크라는 카페에서 카미시로 리제라는 소녀를 만난다. 나이나 혈액형, 독서를 좋아하는 것도 같았던 두 사람은 급속도로 친해지지만… 그녀는 구울! 비록 리제가 철골에 깔려 죽긴 했지만 결국 인적이 드문 곳에서 리제에게 습격당해 빈사 상태에 빠진 카네키. 리제의 장기를 이식해서 반구울(척안의 구울)이 됨으로 목숨을 건진다.

## 1기의 등장인물들과 1기에서의 행적

### 주연
- 카네키 켄

작품의 주인공. 도쿄의 한 대학의 문학부에 재학 중인 대학생으로, 데이트하던 리제의 공격으로 죽을 위기에 처하지만 갑작스레 떨어져 내린 철골에 리제가 깔려 위기를 모면한다. 이후 의사의 독단적 판단으로 리제의 장기가 이식되어 반구울 상태로 기적적으로 살아남게 되고, 곧 자신이 구울화되었음을 자각하자 정체성에 대한 고민으로 괴로워한다. 카네키는 자주 들르던 카페인 안테이크에서 일하는 구울들인 키리시마 토우카와 요시무라 쿠젠의 권유를 받고 함께 일하기로 한다. 후반 CCG에서 S레이트로 지정된 13구의 '제이슨'의 고문으로 인해 가치관이 바뀌게 되며, 각성한다. 이후 백발로 바뀐 채 반죠, 히나미 등과 함께 활동하며 시노하라 특등에 의해 ss레이트로 판정된다. 그리고 카구네 6개(반카쿠자 지네와 기존에 있던 리제의 카구네)를 사용할 수 있게 되었다. 코구리아에서 시노하라 특등수사관과 싸우는 도중 동족포식을 계속해서 반 카쿠자로 각성하고 지네를 각성, 이후에는 아리마와 싸우다 8개까지 각성하게 된다. 결국 아리마에게 패배해 머리와 뇌가 뜷렸으나, 기억을 잃은채 살아남아 CCG에서 사사키 하이세라는 이름으로 활동중이다.나중에는 아리마 키쇼를 죽임으로써 척안의 왕이된다.
- 카미시로 리제

카네키를 구울로 만든 장본인이자, 대식가라는 코드네임으로 CCG(구울 대책국)에 알려진 S레이트의 강력한 구울이다. 린카쿠의 구울이며, 카네키를 잡아먹으려 했으나 위에서 떨어진 철골들에 깔리고 만다. 이후에는 카네키의 머릿속에 환영으로 나타나 카네키의 내면상태를 표현한다.
- 키리시마 토우카

안테이크에서 일하는 알바생으로 보였으나, 사실 S레이트의 강력한 구울이었던 것으로 밝혀진다. 우카쿠의 구울이며, 나중에 마도 쿠레오 상등 수사관에 의해서 레빗이라는 코드네임으로 CCG에 알려지게 된다. 카네키가 아오기리 나무에게 납치당하자, 안테이크 동료들과 함께 카네키 구조에 참가한다.
요시무라 쿠젠
안테이크의 점장으로, 카네키가 안테이크에 들어오는데 결정적인 영향을 끼친 구울이다. 구울이라는 것은 확실하지만, 그 정체는 자세히 알려지지 않았다. 카네키의 정신적 지주로, 카네키가 아오기리 나무에게 납치당하자 안테이크 구울들과 함께 카네키 구조에 참가한다. 이후 안테이크-아오기리 나무-CCG의 3파전에서 진짜 정체가 드러나는데, 바로 최고 등급인 SSS레이트의 불살의 올빼미였다. 우카쿠의 구울이며, 온몸을 올빼미 형태의 카쿠자로 덮은 후 시노하라, 쿠로이와, 히라코, 아몬과 대치한다.
- 요모 렌지

안테이크의 구울로, 과묵한 편이다. 카네키가 안테이크에 들어오자 자기 몸은 자신이 지켜야 한다면서 수련을 시켜준다. 그리고 과거에 영역 다툼으로 자주 싸우다가 우타, 이토리와 친구가 되었다는 것이 밝혀진다. 카네키가 아몬과 싸우던 도중에 아몬을 도망치게 하고, 점점 폭주하고 있을 때 나타난다. 카네키는 이성을 잃었기 때문에 그를 보자마자 카구네로 찌른다. 그러자 자신이 한 행동을 보고 절규하던 카네키에게 사람 고기를 넣은 봉투를 건네준다. 이후 사건이 다 해결돼서 카네키, 토우카, 히나미와 함께 안테이크로 돌아간다. 안테이크-아오기리 나무-CCG의 3파전에서 아오기리 나무의 구울들을 처리하다가 우타, 츠키야마와 함께 아오기리 나무의 핵심간부인 노로의 상체를 날린다. 그러나 노로가 순식간에 재생하고 유유히 지나치자, 순순히 한 수 접는 모습을 보여준다.
- 후에구치 히나미

어린 소녀 구울이다. 쿠레오가 어머니를 죽인 후 가방에 넣고 인적이 드문 한 건물에다가 두자, 어머니의 냄새를 맡고 와서 가방에 담긴 어머니의 시체를 확인하고 절규한다. 이후 자신을 죽이려 하는 쿠레오를 토우카가 막다가 죽을 위기에 처하자, 각성해서 카구네를 꺼내고 쿠레오에게 중상을 입힌다. 토우카가 쿠레오를 죽인 후에는 카네키, 토우카, 요모와 함께 안테이크로 돌아간다. 이후 카네키가 아오기리 나무에게 납치당하자, 안테이크 동료들과 함께 카네키 구조에 참가한다.
- 니시오 니시키

비카쿠의 구울이다. 카네키에게 인육을 조금 나눠주려던 구울 요시다 카즈오의 머리를 차 날려 죽인 뒤, 자신의 영역을 침범했단 이유로 카네키를 죽이려 하지만 토우카의 난입으로 실패한 채 도주한다. 이후 카네키의 가장 친한 친구인 나가치카 히데요시의 소개로 대학의 선배였음이 밝혀진다. 곧 히데를 먹으려 시도하였으나 카구네를 꺼낸 카네키에게 과격하게 공격당해 실패한다. 그 후 자신의 여자친구인 키미가 츠키야마 슈에게 납치당하자 카네키, 토우카와 함께 키미를 구한 뒤 카네키와 친밀해진다. 카네키가 아오기리나무에 위해 납치당하자 카네키 구조에 참가한다.
- 츠키야마 슈

'미식가'라는 코드네임으로 CCG에 알려진 S레이트의 강력한 구울이다. 코카쿠의 구울이며, 카네키를 안테이크에서 처음 만나자마자 평범한 구울이 아님을 눈치챈다. 흥미를 느낀 츠키야마는 카네키를 구울 레스토랑으로 유인하여 동료들과 함께 잡아먹으려 했으나, 카네키가 척안의 구울인 것을 눈으로 확인한 뒤 자신이 독식하기 위해서 몰래 빼돌린다. 이후 니시키의 여자친구인 키미를 납치하여 인질로 삼아, 카네키를 한 교회의 강당으로 유인한다. 카네키가 니시키와 함께 들어오자 공격을 시도했으나 토우카까지 전투에 난입해서 3:1의 상성상 불리한 입장에서 싸우게 되었고, 그럼에도 불구하고 호각으로 싸우다가 결국 토우카에게 패배하고 만다. 이후에는 카네키라는 진미를 남에게 넘기지 않기 위해서 카네키가 아오기리 나무에게 납치당하자 카네키 구조에 참가한다. 이 때 아오기리 나무의 구울들을 처리하다가 요모, 우타와 함께 핵심간부 노로의 상체를 날려버린다. 그러나 노로가 순식간에 재생하고 유유히 지나치자, 순순히 한 수 접는 모습을 보여준다.
- 이리미 카야

ss레이트 구울이다.

### 구울 대책국
- 와슈 츠네요시

CCG의 총의장으로, CCG를 이끄는 수장이다.(사실 구울이다)
- 와슈 요시토키

와슈 츠네요시 총의장의 아들로, CCG의 국장이다.(사실 구울이다)
- 아리마 키쇼

도쿄 구울 1기에서는 직접 등장하진 않고, 아몬의 회상에서 등장한다. 젊은 나이임에도 불구하고 CCG의 특등 수사관으로, CCG의 사신, 무패의 구울 수사관 등으로 불리고 있는 CCG 최강의 전력이다. 다른 특등들보다 몇 배는 뛰어난 실력을 지니고 있으며, 아몬이 존경하는 인물이라고 한다. 그리고 2기 막판에 올빼미의 딸인 제 2의 올빼미(요시무라 에토)와 1 대 1로 대치하며 맹활약을 펼친다. 카네키의 눈을 뚫은 장본인이다.
- 마루데 이츠키

CCG의 특등 수사관. 안테이크-아오기리 나무-CCG의 3파전에서 CCG의 총지휘를 맡는다.
- 시노하라 유키노리

CCG의 특등 수사관으로, 쥬조의 파트너. 어렸을 때 잔인한 환경 속에서 살아왔기 때문에 인간의 감정이 거의 없어진 쥬조를 거리낌없이 대해주는 마음씨 따뜻한 수사관이다. 안테이크-아오기리 나무-CCG의 3파전에서 쿠로이와, 히라코, 아몬과 함께 불살의 올빼미의 모습으로 변신한 요시무라와 대치한다. 불살의 올빼미 구축에 성공했으나 이후 난입한 척안의 올빼미에 의해 지금은 식물인간 상태다.
마지막 권에서 기적적으로 살아난다. 그렇지만 그 대가로 머리카락이 전부 하얗게 변한다.
- 스즈야 쥬조

CCG의 이등 수사관으로, 시노하라의 파트너. 과거에 구울 레스토랑에서 스크래퍼로 길러졌기 때문에 도덕성이 완전히 결여되어 있다. 그러나 자신을 거리낌없이 대해주는 시노하라 덕분에 조금씩 나아지고 있다.아오기리•안테이크•ccg삼파전에 의해 아버지처럼 여기던 시노하라가 식물인간이 되자 도덕성을 되찾는다.
- 쿠로이와 이와오

CCG의 특등 수사관. 안테이크-아오기리 나무-CCG의 3파전에서 시노하라, 히라코, 아몬과 함께 불살의 올빼미로 변신한 요시무라와 대치한다.
- 히라코 타케

CCG의 상등 수사관으로, 아리마의 전 파트너. 안테이크-아오기리 나무-CCG의 3파전에서 시노하라, 쿠로이와, 아몬과 함께 불살의 올빼미로 변신한 요시무라와 대치한다.
- 마도 쿠레오

CCG의 상등 수사관. 파트너인 아몬 코타로 일등 수사관과 함께 구울들을 처리하다가, 후에구치 히나미라는 구울의 어머니인 후에구치 료코를 죽인다. 후에구치 모녀는 안테이크와 사이가 좋았기 때문에 분노한 토우카와 싸우게 된다. 그러나 상대가 되지 않았고, 결국 토우카는 부상을 입고 도망친다. 이후 래빗이라는 S레이트 구울의 존재를 CCG에 알린다. 이후에는 히나미를 잡기 위해서 히나미 어머니의 시체를 가방에 넣고 인적이 드문 한 건물에다가 둔다. 계획대로 히나미가 오자, 죽일려다가 토우카가 공격해서 싸우게 된다. 그러나 토우카를 손쉽게 제압하고 죽이려고 했을 때 히나미가 각성으로 카구네를 꺼내 쿠레오를 공격한다. 방심하는 바람에 결국 히나미의 카구네에 부상을 입고, 토우카의 마지막 공격으로 죽고만다.
- 아몬 코타로

CCG의 일등 수사관. 마도 쿠레오 상등 수사관의 파트너이다. 후에구치 모녀 사건으로 인해서 마도와 함께 토우카와 싸운 후, 래빗이라는 S레이트 구울의 존재를 CCG에 알린다. 이후 마도의 작전이 시작돼서 마도가 토우카와 싸우고 있을 때, 도와주러 가다가 카네키와 마주친다. 카네키가 계속해서 공격해도 일어나서 힘들어하다가, 리제의 카구네가 튀어나와서 이성을 잃은 카네키가 폭주해서 공격하자 결국 당하고 만다. 카네키한테 죽을 뻔했으나, 카네키가 간신히 자신을 억눌러서 "나를 살인자로 만들지 말아줘..."라고 부탁하면서 도망치라고 하자, 결국 물러난다. 이후 안테이크, 아오기리 나무와의 3파전에 등장해서 싸우다가, 아오기리 나무의 간부들인 빈 형제를 쓰러트리는데 성공한다. 이후에는 시노하라, 쿠로이와, 히라코와 함께 불살의 올빼미의 모습으로 변신한 요시무라와 대치한다. 각성한 카네키와 싸우다가 전사한다.
- 타키자와 세이도

CCG의 이등 수사관. 호지 준특등 수사관의 파트너이다. 아몬 일등수사관을 존경하며 아몬 일등수사관과 친해지고 싶어한다. 삼등 수사관인 스즈야 쥬조에게 코를 맞아 회의 내내 코피를 흘린 적이 있으며 매운 전병을 아몬에게 주었다가 실연 당한 적도 있다. 아오기리 나무와의 3파전에서 분노한 타타라의 명령으로 노로에게 한 쪽 팔이 뜯기고 사망한다.

### 벽오동 나무 (아오기리 나무)
- 척안의 왕

아오기리 나무를 이끄는 보스로, SSS레이트의 강력한 구울이다. 도쿄 구울 1기에서는 이름만 언급되고, 직접적인 등장은 없다.
2기에서 척안의 왕은 아리마 키쇼로 판명되었다. 척안의 왕인 아리마와 척안의 올빼미인 에토가 모종의 관계를 형성하여 구울지상주의 테러조직인 아오기리 나무를 만든 것임이 드러난다.
- 타타라

아오기리 나무의 2인자이자 실질적 서열 1위. 척안의 왕의 직속부하로서
대단히 뛰어난 전투력을 자랑한다고 한다. 등장이 없는 척안의 왕과 나서지 않는 에토를 대신하여 간부들에게 명령을 내리는 등 아오기리의 실질적인 리더이다. 주로 에토와 같이 다닌다. 작중 묘사에 따르면 리더 에토와는 상하관계보다는 수평적 관계의 동료 사이이다. 안테이크-아오기리 나무-CCG의 3파전에서 아오기리 나무의 보스인 척안의 올빼미를 대신해서 아오기리 나무의 총지휘를 맡는다. 이어 척안의 왕이 곧 지나갈 것이라며 CCG 수사관들을 무참히 학살하고 세이도와 아몬마저 제압한다.이후 세이도에게 사망하였다.
- 요시무라 에토

아오기리 나무의 간부. 주로 타타라와 같이 다닌다. 안테이크-아오기리 나무-CCG의 3파전에서 전장과 멀찌감치 떨어진 곳에서 타타라와 함께 싸움을 구경한다. 아오기리의 리더로 판명,척안의 올빼미와 동일 인물이다. 2기에서 아오기리나무 멤버들 앞에서 연설을 통해 에토가 아오기리를 만든 장본인인 척안의 올빼미라고 스스로 밝힌다. 다만 자신은 척안의 왕이 아니라고 한다. 이후 척안의 왕은 아리마 키쇼임이 드러나고, 에토가 일그러진 이 세계를 고치고 싶다는 뜻을 밝히자 이에 아리마가 승낙하여 아오기리를 만든 것임이 드러난다.
```
•아야토 키리시마
```

아오기리 나무의 핵심간부.우카쿠의 구울이다.다만 스태미너 소모가 심한 우카쿠인데또 불구하고 오랫동안 꺼낸 상태로 ccg 수사관들,토우카를 상대로 ㅈ발라 버리는 사기성 캐릭이다.토우카 키리시마의 남동생이다.처음에는 토우카를 싫어했지만,불타는 안테이크 앞에서 우는 토우카를 보고 슬픈 표정을 짓는것을 봐서 아직 애정이 남아 있는 것 같다.

노로'
아오기리 나무의 핵심간부. 콧구멍과 큰 입이 그려진 마스크를 쓰고 있다. 어째서인지 말을 전혀 하지 않는다. 안테이크-아오기리 나무-CCG의 3파전에서 안테이크의 구울들(안테이크 편의 구울들)인 요모 렌지, 우타, 츠키야마 슈의 합동 공격으로 상체가 날아갔음에도 불구하고 순식간에 재생하는 모습을 보면 평범한 구울은 아닌 듯하다. 이후 요모, 우타, 츠키야마가 순순히 한 수 접으면서 상황은 종료된다.
- 야모리

도쿄 구울 1기의 최종보스로, 본명은 오모리 야쿠모. 아오기리 나무의 간부이자, 제이슨이라는 코드네임으로 CCG에 알려진 S레이트의 강력한 구울이다. 린카쿠의 구울이며, 카네키를 납치해서 안테이크의 구울들이 아오기리 나무에 쳐들어오는데 결정적인 역할을 한 구울이다. 초반에는 카네키를 자신의 방으로 끌고가서 온갖 극악한 학대를 한다. 결국 이 학대 때문에 카네키는 흑화해버렸고, 안테이크-아오기리 나무-CCG의 3파전 후반부에서 백구들(CCG 수사관들)과 싸우기 위해서 카네키를 잡아먹을려다가, 결국 흑화해서 각성한 카네키에게 카쿠자까지 꺼내면서 싸우지만 결국 패배하고, 카네키에게 제압당한다. 이후 야모리의 카구네는 CCG의 스즈야 쥬죠 이등 수사관의 쿠인케 재료로 쓰이게 된다.
- 빈 형제

아오기리 나무의 간부들로, S레이트의 강력한 구울들이다. 비카쿠의 구울들이며, 안테이크-아오기리 나무-CCG의 3파전에서 토우카와 싸우던 아몬에게 카구네를 꺼내서 공격한다. 이를 틈타서 토우카가 도망치는 바람에 결국 빈 형제는 아몬을 상대로 2:1의 유리한 싸움을 펼치게 된다. 호각으로 싸우다가, 마도의 가르침을 떠올리면서 이런 곳에서 죽을 수 없다는 아몬의 결의에 의해서 결국 둘 다 아몬의 쿠인케에 베이면서 사망한다. 이후 그들의 카구네는 아몬의 쿠인케 재료가 된다.

## 카구네
카구네는 구울들이 사용하는 무기로서 인간을 먹고 카쿠호에 저장된 Rc 세포가 구울의 의지로 인해, 혹은 감정의 격앙으로 인해 피부를 뚫고 나오는 것을 말한다.

### 우카쿠
어깨 부근에서 펼쳐지는 날개 형태의 카구네로, Rc 세포 조각을 날릴 수 있다. 이 카구네를 가진 구울들은 몸놀림이 날렵하다. 또한 카구네의 정착기가 가장 짧은 카구네로서 스테미나 소모가 심각하다.
- 사용하는 구울들

요시무라 쿠젠 (SSS 레이트)
요시무라 에토 (SSS 레이트)
키리시마 토우카 (SS 레이트)
키리시마 아야토 (SS+ 레이트)
타키자와 세이도 (SS+ 레이트) 등

### 린카쿠
허리 부근에서 나오는 카구네로 비늘같은 표면으로 공격력을 극대화 시켰으며, 재생력이 뛰어나다. 이 카구네를 가진 구울들은 재생력이 좋다. 그렇지만 반대로 생각해본다면 내구성이 나쁘다.
- 사용하는 구울들

카네키 켄 (HS 레이트)
카미시로 리제 (S 레이트)
오모리 야쿠모 (S 레이트)
호이토 로마 (SSS 레이트)
우타 (SS+ 레이트) 등

### 코카쿠
견갑골 밑에서 나오는 카구네로 매우 내구성이 좋으며 스테미나 면에서는 최고의 카구네이다. 형태 변형이 가능하며, 매우 날카롭다. 단점이라면 무거운 무게 때문에 스피드가 좀 느린 편이다.
- 사용하는 구울들

츠키야마 슈 (SS 레이트)
나키 (S 레이트)
키리시마 아라타 (SS+ 레이트)
후카 (S 레이트) 등

### 비카쿠
꼬리뼈에서 나오는 카구네로 매우 균형잡혀 있는 밸런스가 특징이다. 강함의 척도는 카구네의 크기인데 크지 않아도 여러 강자들이 있으니 완전히 맞는 말이라고도 할 수는 없다.
- 사용하는 구울들

니시오 니시키 (SS 레이트)
노로 (SS+ 레이트)
카미시로 마타사카 (SS+ 레이트)
코마 엔지 (SS+ 레이트)
시코라에 (SSS 레이트)
넛 크래커 (S 레이트) 등

## 카쿠자
카쿠자란 동족포식을 많이 한 구울에게만 생기는 것으로, 온몸을 뒤덮는 갑옷 형태의 카구네이다.
반 카쿠자 상태일 땐 정신이 반쯤 나가버리지만, 완전 카쿠자 상태일 땐 정신이 나가지 않는다.
모든 카구네는 카쿠자로 각성할 수 있다.

### 카쿠자 사용자
- 린카쿠

카네키 켄 (HS 레이트, 각성 카쿠자)
오모리 야쿠모 (S 레이트, 반 카쿠자) 등
- 우카쿠

요시무라 쿠젠 (SSS 레이트, 완전 카쿠자)
요시무라 에토 (SSS 레이트, 각성 카쿠자)
타키자와 세이도 (SS+ 레이트, 완전 카쿠자) 등
- 코카쿠

키리시마 아라타 (SS+ 레이트, 완전 카쿠자) 등
- 비카쿠

타타라 (추정, SS+ 레이트, 완전 카쿠자) 등
- 키메라

추가 바람

## 쿠인케
쿠인케(쿠인쿠스)는 구울 수사관들에게만 허용된 무기로, 구축한 구울의 카구네 혹은 카쿠자에 파츠들을 코팅한 무기이다.

### 쿠인케의 종류
쿠인케도 린카쿠, 우카쿠, 코카쿠, 비카쿠, 올빼미 쿠인케, 이크샤로 나누어지는데 카쿠자까지 나왔으니 총 7가지이다.
- 린카쿠 쿠인케

13's 제이슨 (S 레이트, 스즈야 쥬조)
후에구치 (SS 레이트, 마도 쿠레오) 등
- 우카쿠 쿠인케

나루카미 (SS+ 레이트, 아리마 키쇼)
올빼미 (SSS 레이트, 아리마 키쇼) 등
- 코카쿠 쿠인케

아라타 (SS+ 레이트, 시노하라 유키노리)
도지마 (S+ 레이트, 아몬 코타로) 등
- 비카쿠 쿠인케

긴쿠이 (SS+ 레이트, 우리에 쿠키)
빈 (S 레이트, 아몬 코타로) 등
- 키메라 쿠인케

너트 크래커 (S 레이트, 시라즈 긴시)
- 카쿠자 쿠인케

아라타 (SS+ 레이트, 코카쿠)
- 올빼미 쿠인케  (sss 레이트) 아리마 키쇼

- 이크샤

(s레이트) 아리마 키쇼

## 키메라
구울은 부모 구울 중 한 쪽의 카구네를 물려받는데, 이때 부모의 카구네를 둘다 물려받는 경우도 있다. 그게 키메라다.
- 키메라 구울들

후에구치 히나미 (SS+ 레이트)
너트 크래커 (S 레이트)

## 영화

### 캐스트 (영화)
- 카네키 켄 - 쿠보타 마사타카
- 키리시마 토우카 - 시미즈 후미카
- 아몬 코타로 - 스즈키 노부유키(극단 EXILE)
- 카미시로 리제 - 아오이 유우
- 마도 쿠레오 - 오오이즈미 요

### 스태프 (영화)
- 원작 - 이시다 스이
- 감독 - 하기와라 켄타로
- 각본 - 쿠스노 이치로
- 의상 디자인 - 모리카와 마사노리